# Roy Clarke
Roy Clarke, né le 28 janvier 1930 à Austerfield, dans le Yorkshire, est un scénariste britannique. Auteur de scénarios de séries télévisées, et plus spécialement de sitcoms, il est connu pour être le créateur et auteur de Last of the Summer Wine, la série télévisée la plus longtemps diffusée au Royaume-Uni.
Il a été décoré de l'Ordre de l'Empire britannique pour l'ensemble de son œuvre. Il reçoit un British Comedy Awards en 2010.